# The Walt Disney Company Southeast Asia
La société Walt Disney Company a été créée aux États-Unis en 1923 par Walt Disney mais sa présence en Asie du Sud-Est date principalement des années 1990. La filiale de Disney pour cette région, basée à Singapour se nomme The Walt Disney Company (Southeast Asia) Pte. Ltd. parfois abrégé Disney SEA et a été créée en 1994 sous le nom Walt Disney Television Singapore. Elle dépend de Walt Disney International et gère les chaînes de Walt Disney Television pour toute l'Asie du Sud-Est. Son siège social est situé à proximité du l'Aéroport Changi et partage ses locaux avec Disney Channel Asia.
La société a servi d'intermédiaire lors du rachat par étape successives de UTV Software Communications en Inde, qui a fusionné avec The Walt Disney Company India.

## Historique
Le 26 mars 1995, Walt Disney Television Singapore inaugure son centre de diffusion satellitaire au 4 Loyang Lane, Disney devenant le premier opérateur singapourien ayant son propre satellite en réception-émission ne dépendant pas de Singapore Telecommunications.
En 2006, la Walt Disney Company annonce avoir acquis la chaîne Hungama TV auprès d'UTV pour 31,12 millions de dollars, au travers de The Walt Disney Company Southeast Asia.
En juin 2012, à la suite de l'acquisition d'UTV, la division SEA a réorganisé sa direction en juin 2012. Les nouveaux rôles confirment la présence dans la région Asie du Sud-Est de plusieurs divisions comme Disney Media Distribution et Disney Interactive Media Group.
Le 15 mai 2013, SingTel annonce le lancement le 1er juin 2013 des chaînes Disney Channel, Disney Junior et Disney XD sur son service mio TV en anglais et mandarin. Le 14 septembre 2013, Disney Live! annonce plusieurs dates pour le spectacle Mickey’s Magic Show aux Philippines. Le 19 octobre 2013, Disney Southeast Asia lance la chaîne Disney XD en Indonésie et en Thaïlande. Le 4 décembre 2013, Disney Asie du Sud-Est et StarHub annoncent le lancement le 7 décembre des trois applications Watch Disney à Singapour.

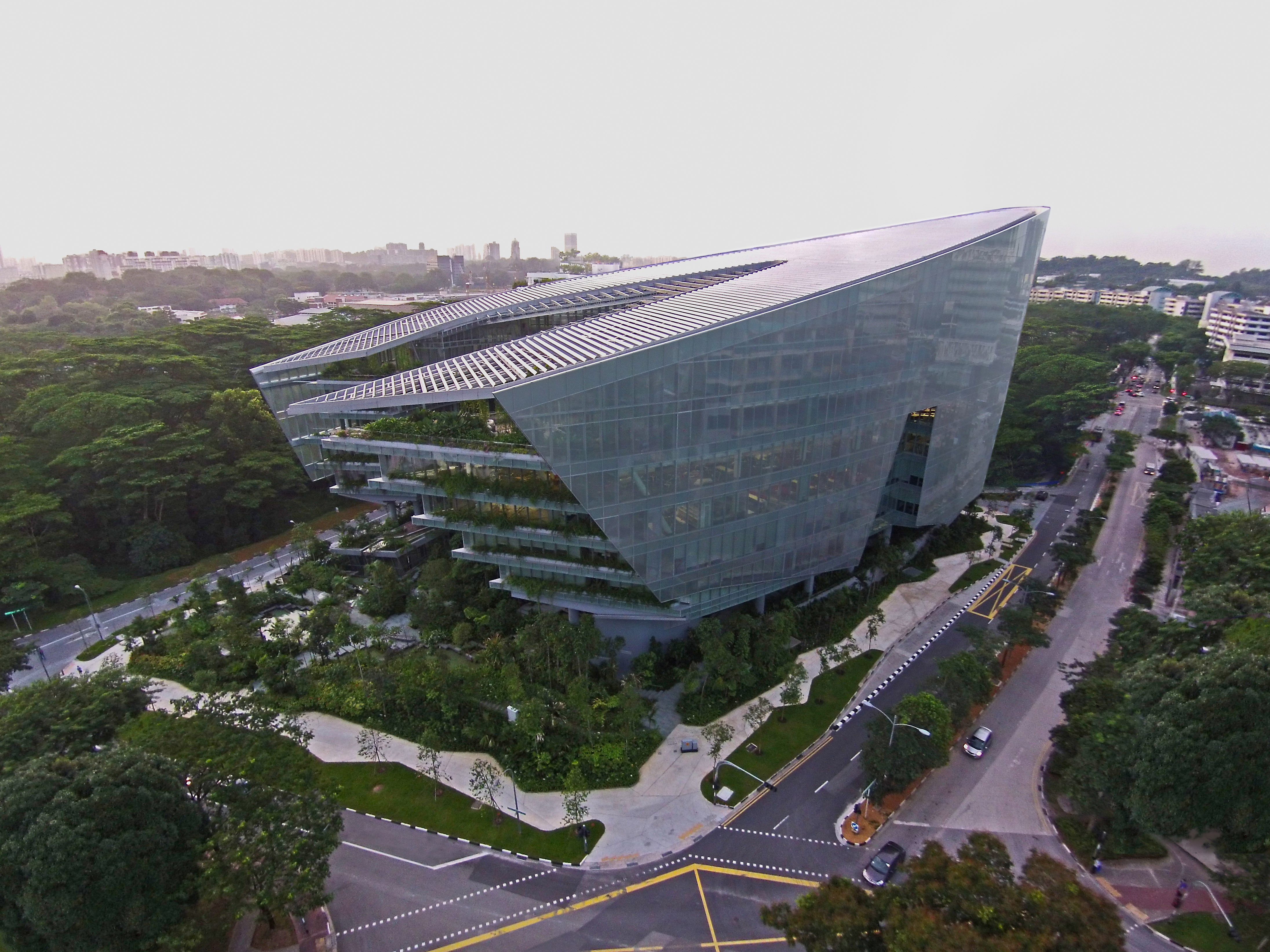
Le Sandcrawler Building, siège de Disney Southeat Asia depuis 2014.

Le 15 janvier 2014, le Sandcrawler Building, un bâtiment de 22 500 m2 dont la forme et le nom s'inspirent du Char des sables, est inauguré à Singapour et permet de regrouper sous un même toit Lucasfilm Animation Singapour, le centre de production de Lucasfilm ouvert depuis 2005, une salle de spectacle de 100 places et les filiales locales de Disney et ESPN,,,. Il est situé au 1 Fusionopolis View à côté de la station Buona Vista. Le 29 janvier 2014, le premier groupe de média malaisien Media Prima et Disney annoncent avoir renouvelé leur contrat de distribution de contenus Disney. Le 16 juillet 2014, le gouvernement indien accorde plusieurs autorisations d'investissements étrangers en Inde dont 180 millions d'USD par Disney Southeast Asia dans UTV. Le 29 juillet 2014, un poste de président Walt Disney Company Asia est créé pour superviser les opérations au Japon, en Corée du Sud, en Asie du Sud-Est et en Chine continentale et les filiales associées comme Disney Southeast Asia et Walt Disney Japan. Le 14 août 2017, Sony Pictures Entertainment stoppe son partenariat de distribution cinématographique initié en 1997 avec Disney en Thaïlande, à Singapour et en Malaisie. Le 1er octobre 2014, Disney et le fournisseur d'accès singapourien Toggle signent un contrat de distribution de vidéo à la demande. Le 22 septembre 2014, un spectacle avec Mickey Mouse devient la première production Disney au Viêt Nam. Le 3 novembre 2014, Disney Southeast Asia lance une campagne de promotion du complexe de Hong Kong Disneyland Resort en Thaïlande.
Le 7 mai 2015, Disney Southeast Asia signe un contrat pluriannuel de vidéo à la demande avec le philippin Globe Telecom comprenant plusieurs applications de contenu à la demande comme Disney Movies On Demand, Watch Disney ou Maker on Demand. Le 2 septembre 2015, SM Group signe un contrat de distribution avec Walt Disney Company Southeast Asia pour les Philippines,. Le 23 septembre 2015, Disney signe un contrat avec SM Group pour diffuser les marques Disney dans les 52 centres commerciaux et de loisirs du groupe philippin.
Le 15 février 2016, le président philippin Benigno Aquino III doit rencontrer le 17 février en Californie la direction de Walt Disney International pour évoquer des investissements dans son pays dans les domaines de l'animation et du jeu vidéo. Le 25 juin 2016, Globe Telecom signent un contrat de partenariat pour du contenu numérique avec 6 diffuseurs internationaux dont Disney. Le 19 octobre 2016, l'agence de communication singapourienne Vizeum a été sélectionnée par Feld Entertainment pour promouvoir Disney on Ice à Singapour. Le 5 décembre 2016, le studio d'animation canadien 9 Story Media signe plusieurs contrats de diffusion de séries d'animations avec Disney en Asie, trois avec Disney Southeast Asia, trois autres avec Disney Australia, une saison avec Disney Korea et une autre avec Disney Japan.
Le 7 mars 2017, Disney Theatrical annonce une longue tournée internationale de la comédie musicale Le Roi lion débutant en mars 2018 aux Philippines puis à Singapour en juin 2018, en Corée du Sud en octobre 2018, à Taïwan en 2019 et en Afrique du Sud en 2020. Le 13 mars 2017, Disney repousse à une date non définie la sortie du film La Belle et la Bête en Malaisie à cause d'une controverse homosexuelle et éviter une censure,,.
Le 13 avril 2017, Disney Southeast Asia et l'office du tourisme de Singapour annoncent un partenariat de 3 ans pour différents événements dont un festival Star Wars aux Gardens by the Bay lors de la Journée Star Wars,. Le 3 mai 2017, Disney Southeast Asia annonce la nomination de responsables nationaux pour l'Indonésie, les Philippines et la Thaïlande qui ont pour mission de développer les activités de Disney dans leur pays respectif. Le 4 mai 2017, Disney Channel en Malaisie débute des auditions physiques et sur les réseaux sociaux pour trouver les Mouseketeers qui animeront une déclinaison locale du Mickey Mouse Club de 13 épisodes prévue en septembre 2017,. Le 23 août 2017, la société malaisienne Iflix (en) signe un contrat avec Disney pour diffuser du contenu en vidéo à la demande dans 19 pays du Moyen-Orient à l'Asie du Sud-Est où elle est implantée. Le 11 octobre 2017, la société indonésienne Matahari signe un accord avec Disney Indonesia pour vendre des produits Disney dans l'ensemble de ses 155 magasins répartis dans 71 villes d'Indonésie,. Le 22 décembre 2017, Veronica Espinosa-Cabalinan la directrice de The Walt Disney Company (Philippines) Inc accorde une interview au Philippine Daily Inquirer durant laquelle elle explique la stratégie locale de Disney qui vise à fournir du contenu ou des produits aux fans de Disney, Marvel, Pixar et Star Wars au travers de partenariats comme ceux de Globe Telecom ou SM Prime Holdings (en).
Le 25 mai 2018, le groupe de média philippin Globe Telecom lance l'application de streaming DisneyLife à 149 PHP pour ses abonnés et 399 PHP pour les autres. Le 9 juin 2018, Disney entame une exposition interactive intitulée Marvel Studios: Ten Years of Heroes au ArtScience Museum de Singapour jusqu'au 30 septembre 2018 présentant en 10 sections les grands moments des 19 films de l'Univers cinématographique Marvel. Le 1er juillet 2018, une série intitulée Legend of the Three Caballeros, reprenant les personnages du film Les Trois Caballeros (1944) de 13 épisodes de 22 minutes a débuté exclusivement sur le service DisneyLife aux Philippines développée par Disney Interactive et non pas Disney Television Animation. Le 17 juillet 2018, l'AsiaPOP Comicon (en) de Manille confirme la présence de Disney, Pixar, Marvel et Star Wars durant la convention prévue du 27 au 29 juillet 2018 au SMX Convention Center (en). Le 12 septembre 2018, Disney s'associe aux festivités de fin d'année de l'artère commerciale d'Orchard Street à Singapour en proposant des parades de personnages, des activités pour les plus jeunes. Le 6 novembre 2018, Walt Disney Company Philippines et Ayala Corporation organisent un spectacle nocturne pour les fêtes de fin d'année dans plusieurs jardins d'Ayala de Manille dont à partir du 9 novembre le parc Ayala Triangle Gardens (en) de Makati puis d'autres lieux comme Cagayán de Oro et Quezon City.
Le 4 mars 2019, la tournée internationale de la comédie musicale Le Roi lion doit s'arrêter au Muangthai Rachadalai Theatre de Bangkok en septembre 2019, après les Philippines, Singapour, la Corée du Sud et Taïwan. Le 25 juin 2019, la société Media Nusantara Citra contredit son président et fondateur Hary Tanoesoedibjo sur sa déclaration que Disney chercherait à investir 200 millions d'USD dans le groupe de média indonésien sur 10 ans,. Le 27 juin 2019, Disney Southeast Asia devrait lancer une profonde réorganisation du paysage médiatique en Asie-Pacifique avec l'aide de l'agence Dentsu Media à la suite de l'Acquisition de 21st Century Fox par Disney. Le 5 juillet 2019, à la suite de l'annonce Harry Tanoesoedibjo, pdg de NMC évoquant lors d'un congrès en Corée du Sud la négociation d'un contrat de diffusion de contenu avec la Walt Disney Company, l'achat de contenu MNC par la filiale indienne de Disney Hotstar voir une prise de participation de Disney à hauteur de 20 % dans MNC, l'action de MNC a grimpé de 21 % en un mois.

## Thématique

### Télévision
- Disney Channel
- Playhouse Disney

### Contenu à la demande
- Disney Movies On Demand (longs métrages)
- Disney On Demand (épisodes d'émissions de télévision)
- Watch Disney
- Maker on Demand
- DisneyLife